# Gunnar Staalesen
Gunnar Staalesen (nascut el 19 d'octubre de 1947) és un escriptor noruec. És una figura important del gènere de ficció negra nòrdica a través de les seves 19 novel·les amb Varg Veum, un detectiu privat de Bergen, a la plujosa costa oest de Noruega. La sèrie Varg Veum ha estat elogiada com una de les millors de la ficció criminal moderna, i Staalesen ha venut més de 5 milions de llibres a 26 països. Staalesen també és guionista i dramaturg que ha treballat àmpliament amb Den Nationale Scene, el teatre més gran de Bergen.